# Ted Meredith
James Edwin "Ted" Meredith, född 14 november 1891 i Chester Heights i Pennsylvania, död 2 november 1957 i Camden i New Jersey, var en amerikansk friidrottare.
Meredith blev olympisk mästare på 800 meter vid sommarspelen 1912 i Stockholm.